# فيضة الجبريتية
فيضة الچ‍بريتية أو فيضة الكبريتية هي فيضة، في جنوب ناحية الشبكة بقضاء النجف بمحافظة النجف بالبادية العراقية جنوب العراق، قريبة من المعانية،  قال عايد الزاملي "وبطبيعة الحال تتغير ألوان الصخور إلى سوداء أو صفراء محمرة أو بنية اللون أو حمراء وتتركز هذه الظاهرة في فيضة الكبريتية جنوب الشبكة وتكون ذات لون أصفر وتظهر فيها عملية الأكسدة من خلال تكوّن الكهوف". والجبريتية حفرة هابطة، عمقها 22 متراً، جنوب غرب مدينة النجف وبينهما 175 كيلومتراً، جنوب غرب مركز ناحية الشبكة وبينهما 45 كيلومتراً، وهي مصدر للكبريت. وفي نفس المنطقة موقع رجلة الكبريتية.